# Bârghiș
Bârghiș (en hongrois : Bürkös, en allemand : Bürgisch) est une commune du județ de Sibiu en Roumanie.